# Debian GNU/Hurd
Debian GNU/Hurd je softwarová distribuce operačního systému GNU Hurd, vyvíjená projektem Debian. Debian GNU/Hurd je vyvíjen od roku 1998.
Byla vydána jeho verze v květnu roku 2013, při příležitosti vydání Debianu "Wheezy", v dubnu 2015 při příležitosti vydání Debianu "Jessie", v červenci 2019 při příležitosti vydání Debianu "Buster", a v srpnu 2021 při příležitosti vydání Debianu "Bullseye". Přesto, základ Hurdu zůstává ve vývoji, a tedy není připraven pro použití v produkčních systémech. Těžiště uživatelů Debianu proto používá Debian s jádrem Linux (Debian GNU/Linux), FreeBSD (Debian/kFreeBSD), raději než Debian GNU/Hurd.

## Verze Hurdu

### Hurd 2023
Aktuální (uživatelská) verze Debian GNU/Hurd 2023 je ze 12. června 2023 a jeho instalace je konkrétně dostupná buď jako obraz fyzického disku nebo popřípadě pro běh ve virtuálním stroji. Hurd zatím nejlépe funguje ve virtuálním stroji anebo na starším hardware.

#### Hurd v roce 2024
K 3. červenci 2024 dokáže Debian GNU/Hurd zkompilovat přibližně 71 % balíčků Debianu. Od předchozího vydání Debianu GNU/Hurd se výrazně zlepšila jeho podpora základní 32-bitové procesorové architektury (x86). Jeho mikrojádro GNU/Mach nyní experimentálně podporuje symetrický multiprocessing (SMP) a také kompilátor programovacího jazyka Rust. Dále je posun ve verzích pro 64-bitové architektury x86-64 a ARM64, na kterých se také pracuje. Vývojáři Hurdu také pokračují v práci na podpoře větší operační paměti a také dalších moderních programovacích jazyků.

### Hurd 2025
Dne 10. srpna 2025 vyšla nová majoritní testovací uživatelská verze Debian GNU/Hurd 2025 ve verzi x86 (32-bit) a také je nově plně podporovaná verze AMD64 (64-bit), které obě využívají balíčky (programy) společně vyvíjené projektem Debian, tedy zároveň sdílené s novou verzí Debian 13 "Trixie" z 8. srpna 2025.
Obě verze Hurdu již dobře podporují symetrický multiprocessing (SMP, podpora více procesorů, tedy i CPU jader). Také se u nich zavedla podpora programovacího jazyka Rust. Dále Hurd pokročil v podpoře periferií, zejména ovladačů USB a mechanik CD-ROM, což je zčásti díky využití možností NetBSD a jeho vrstvě rump kernel. Dále byly přidány další funkčnosti, jako podpora zvuku (zvukové karty) a také bylo odstraněno velké množství chyb.
Okolo 72% archivu Debianu je k datu vydání dostupných pro obě výše zmíněné verze Hurdu, 32-bitovou (x86) i 64-bitovou (AMD64), na které dokonce funguje o něco více balíčků Debianu, vzhledem k tomu, že 64-bitových balíčků Debianu 13 je již více než 32-bitových.

#### Porty na jiná jádra
- Debian GNU/Linux – první oficiální Debian, používá jádro Linux; stabilní
- Debian GNU/kFreeBSD – port na jádro FreeBSD; stabilní
- Debian GNU/NetBSD – port na jádro  NetBSD; vývoj byl zrušen
- Debian GNU/OpenBSD – port na jádro OpenBSD; vývoj byl zrušen
- Debian GNU/w32 (nebo také Debian GNU/Win32) – port do POSIX prostředí Cygwin pro Microsoft Windows; vývoj byl zrušen
- Debian GNU/MinGW – port s využitím vývojového prostředí MinGW (Minimalist GNU for Windows) pro Microsoft Windows; vývoj nebyl zahájen
- Debian GNU/POSIX-2 – port s využitím vývojového prostředí POSIX/2 pro IBM OS/2; vývoj nebyl zahájen
- Debian GNU/FreeDOS (nebo také Debian GNU/DJGPP) – port na jádro FreeDOS; vývoj byl zrušen
- Debian GNU/Plan9 (nebo také Debian GNU/9front) – port na jádro Plan9; vývoj byl zrušen
- Debian GNU/Beowulf – port na Beowulf cluster; ve vývoji (částečně pozastaven)